# 宮城県道・福島県道101号丸森梁川線
宮城県道・福島県道101号丸森梁川線（みやぎけんどう・ふくしまけんどう101ごう まるもりやながわせん）は、宮城県伊具郡丸森町から福島県伊達市に至る一般県道である。

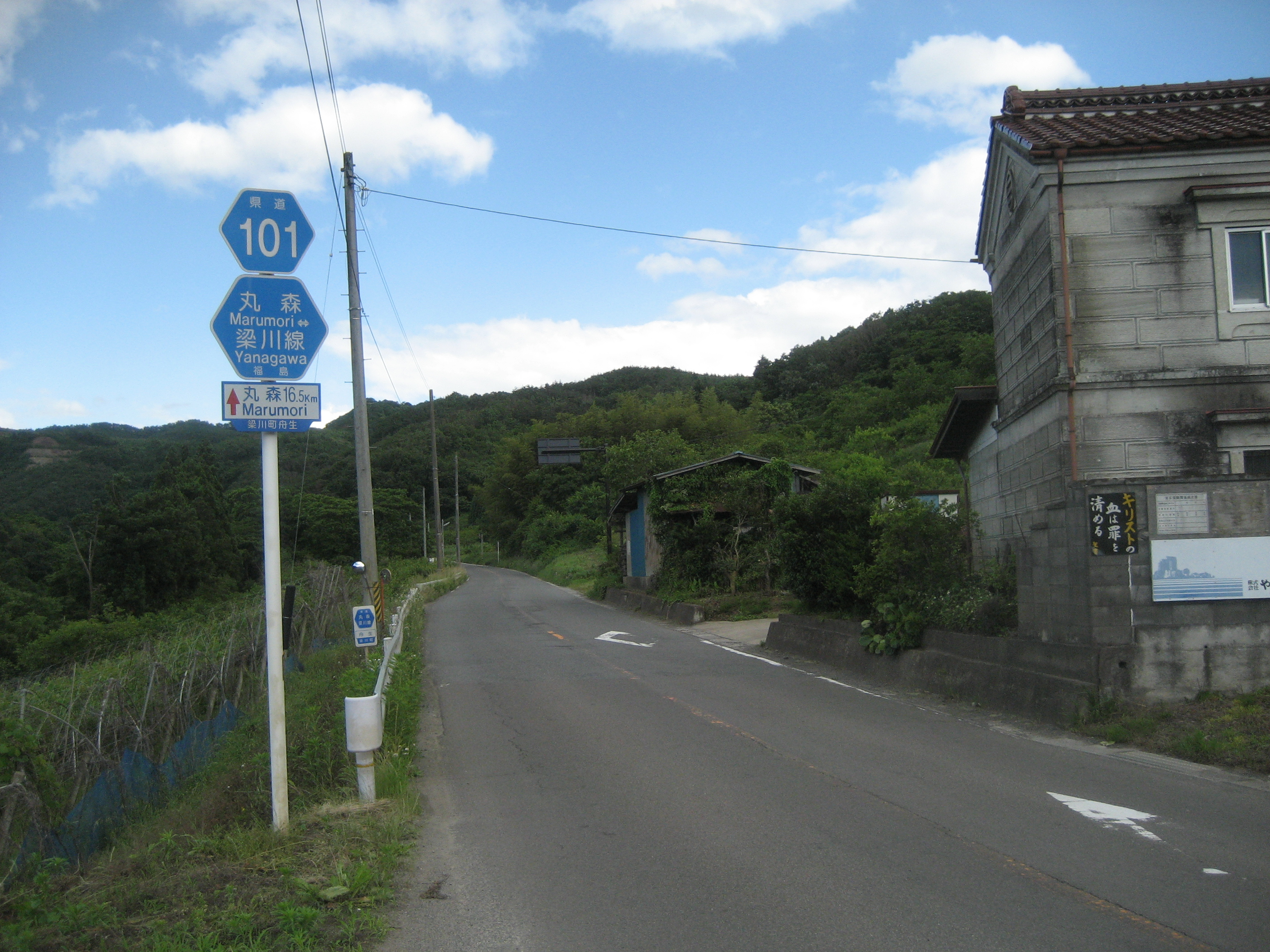
福島県伊達市梁川町舟生付近

## 概要
- 起点：宮城県伊具郡丸森町字片岸（伊具高校前・県道45号丸森霊山線との交点）
- 終点：福島県伊達市梁川町字東塩野川（との交点）
- 総延長：18.72 km（宮城県区間：10.2922 km[1]・福島県区間：8.430 km[2]）
  - 実延長：18.72 km（宮城県区間 10.2922 km[1]・福島県区間：8.430 km[2]）
- 路線認定年月日：1959年8月31日（福島県）[3]

宮城県道・福島県道45号丸森霊山線の通行不能区間の迂回路として国道349号とともに用いられる。

### 道路施設
新橋
- 全長：48.0m
- 幅員：6.7m
- 竣工：1997年[4]

伊達市梁川町山舟生字七ツ釜から梁川町舟生字上樋ノ口、字深沢に至り、一級水系阿武隈川水系山舟生川を渡る。

## 歴史
- 1958年（昭和33年）3月31日 - 宮城県側が一般県道1号「丸森梁川線」として認定される。[5]
- 1959年（昭和34年）8月31日 - 福島県側が県道路線として認定される。[6]
- 1982年（昭和57年）4月1日 - 建設省から、県道丸森梁川線の一部及び丸森霊山線が丸森霊山線として主要地方道に指定される[7]。これに伴い、起点から丸森霊山線との分岐点までの区間（現在の齋理屋敷前～伊具高校前）が丸森霊山線に取り込まれる。
- 1993年（平成5年）10月19日 - 宮城県側で県道番号が決定[8]され、従前の一般県道1号から、県道101号に変更される。（12月1日より施行）
- 2019年（令和元年）10月12日 - 令和元年東日本台風により、宮城県側で本線部分が崩落するなど甚大な被害を受ける。
- 2022年（令和4年）9月 - 令和元年東日本台風からの復旧工事が完了する。[9]

## 通過する自治体
- 宮城県
  - 伊具郡丸森町
- 福島県
  - 伊達市

## 接続・交差する路線
- 丸森町内
  - 宮城県道・福島県道45号丸森霊山線（片岸 起点）
- 伊達市内
  - 宮城県道・福島県道104号川前梁川線（梁川町舟生字寺下）
  - 国道349号（梁川町字東塩野川 終点）

## 沿線
- 宮城県伊具高等学校
- 山舟生郵便局
- 阿武隈急行富野駅

### 交通量[10]
令和３年度・12時間交通量
- 丸森町字五本松 - 1,087台
- 伊達市梁川町山舟生字髙倉 - 1,095台
- 伊達市梁川町舟生字前 - 2,060台